# Macizo de Anaga
Macizo de Anaga je gorovje na Kanarskih otokih na severovzhodu otoka Tenerife. Gorovje je nastalo zaradi vulkanske dejavnosti pred približno 7 do 9 milijoni let. V smeri zahod-vzhod je dolgo 20 km in se razprostira od severa proti jugu v širini od 5 do 10 km. Najvišji točki sta Cruz de Taborno na 1024 m na zahodu gore in Chinobre na 909 m na vzhodu. Greben masiva, ki je zaradi megle in dežja najbolj namočen predel na otoku, je prekrit z lovorjevim gozdom (Laurisilva).
Leta 1987 je bil ustanovljen naravni park, ki je bil leta 1994 pod posebnim varstvom Parque Rural de Anaga. Največje mesto v gorovju Anaga z okoli 700 prebivalci je Taganana, ki leži v široki dolini nedaleč od atlantske obale. Območje je od leta 2015 tudi biosferni rezervat.
Za Anago so značilne bivalne jame v vulkanskem kamnu, katerih fasade in notranjost so podobne tistim v lokalnih enodružinskih hišah, na primer v Afurju in Chinamadi. Gore so bogate z legendami o čarovnicah in kovenih.
To je oddaljeno in divje območje, za katerega so značilni vlažni gozdovi, kot je lavrisilva. Domorodne rastlinske vrste so Ceropegia dichotoma, Ceropegia fusca in Echium virescens. Macizo de Anaga je tudi bogat z arheološkimi najdbami, med katerimi je Mumija iz San Andrésa, ki pripada starodavnemu ljudstvu Gvanči. Glavne vasi v Macizo de Anaga so San Andrés, Taganana in Igueste de San Andrés. Kraj v gorah, znan kot El Bailadero, naj bi bil kraj, kjer so čarovnice izvajale čarovništvo in plesale okoli kresa.

## Turizem
Gorovje Anaga je dobro razvito za turizem s cesto čez greben. Od nje se odcepijo številne planinske poti in gozdne ceste, ki omogočajo dostop do različnih razglednih točk in vseh predelov gozda. Gorovje Anaga je destinacija za pohodnike in turiste v naravi. Naravni spektakel je tudi deskanje na strmi in skalnati severni obali. Skale v bližini Almacige in Las Palmas de Tenerife, zlasti Roque de Anaga in Roque Bermejo ter plaža Playa del Benijo, so priljubljene priložnosti za fotografiranje. Roque de Anaga tvori najsevernejšo konico otoka Tenerife. Priljubljen je tudi pohod od Punta del Hidalgo ob vznožju gorovja Anaga do jamske vasice Chinamada.

## Galerija
- Vas Taganana v gorovju Anaga, blizu razgledne točke El Bailadero
- Jame v Afurju
- Grad San Andres
- Oblačni gozd lovorja
- Terasasta polja v Chinamadi